# Holcombe Ward
Holcombe Ward (23 de noviembre de 1878 - 23 de enero de 1967) fue un jugador de tenis estadounidense destacado a principios del siglo XX.

## Biografía
Nacido en Nueva York, se destacó en el tenis desde joven, conquistando junto a Dwight Davis el título universitario norteamericano de dobles en 1899. Junto a Davis, se lo considera el inventor del servicio twist o American twist. Este servicio con efecto da una mayor trayectoria a la pelota por lo que permite correr detrás del mismo y posicionarse en la red a tiempo. Desde su aparición muchos jugadores lo implementaron y abandonaron el tradicional juego de fondo predominante en la época donde el servicio era sólo una formalidad y servía para iniciar el juego, pasando a ocuparlo como un arma de importancia para ganar puntos.
Ward obtuvo su mayor éxito en singles en 1904, cuando venció en la final del US Championships a William Clothier por 10-8 6-4 y 9-7. Al año siguiente perdió el trofeo a manos de Beals Wright. Pero sin duda su mayor especialidad fue el dobles, especialidad en la que logró 6 US Championships, tres con Davis como compañero y otros 3 con Beals Wright.
Quizás sea recordado más que nada por haber formado parte de "los 3 de Harvard" (junto a Dwight Davis y Malcolm Whitman), quienes fueron los que vencieron a las islas británicas en el primer duelo de Copa Davis de la historia en 1900. Ward fue partícipe de los equipos norteamericanos campeones de Copa Davis en 1900 y 1902, y finalista en 1905 y 1906. Su récord de Copa Davis es de 3-4 en singles y 4-3 en dobles.

Luego de su retiro fue presidente de la USTA (US Tennis Asociation) entre 1937 y 1947. Murió en Red Bank, Nueva Jersey en 1967. En 1965 fue incluido en el Salón Internacional de la Fama del tenis.

## Torneos de Grand Slam

### Campeón Individuales (1)
| Año  | Torneo           | Oponente en la final | Resultado    |
| 1904 | US Championships | William Clothier     | 10-8 6-4 9-7 |

### Finalista Individuales (1)
| Año  | Torneo           | Oponente en la final | Resultado    |
| 1905 | US Championships | Beals Wright         | 2-6 1-6 9-11 |

### Campeón Dobles (6)
| Año  | Torneo           | Pareja       | Oponentes en la final         | Resultado           |
| 1899 | US Championships | Dwight Davis | George Sheldon Leo Ware       | 6-4 6-4 6-3         |
| 1900 | US Championships | Dwight Davis | Fred Alexander Raymond Little | 6-4 9-7 12-10       |
| 1901 | US Championships | Dwight Davis | Leo Ware Beals Wright         | 6-3 9-7 6-1         |
| 1904 | US Championships | Beals Wright | Kreigh Collins Raymond Little | 1-6 6-2 3-6 6-4 6-1 |
| 1905 | US Championships | Beals Wright | Fred Alexander Harold Hackett | 6-4 6-4 6-1         |
| 1906 | US Championships | Beals Wright | Fred Alexander Harold Hackett | 6-3 3-6 6-3 6-3     |

### Finalista Dobles (3)
| Año  | Torneo           | Pareja       | Oponentes en la final         | Resultado           |
| 1898 | US Championships | Dwight Davis | George Sheldon Leo Ware       | 6-1 5-7 4-6 6-4 5-7 |
| 1901 | Wimbledon        | Dwight Davis | Laurie Doherty Reggie Doherty | 6-4 2-6 3-6 7-9     |
| 1902 | US Championships | Dwight Davis | Reggie Doherty Laurie Doherty | 9-11 10-12 4-6      |